# Medalia lui Belloto Cumano

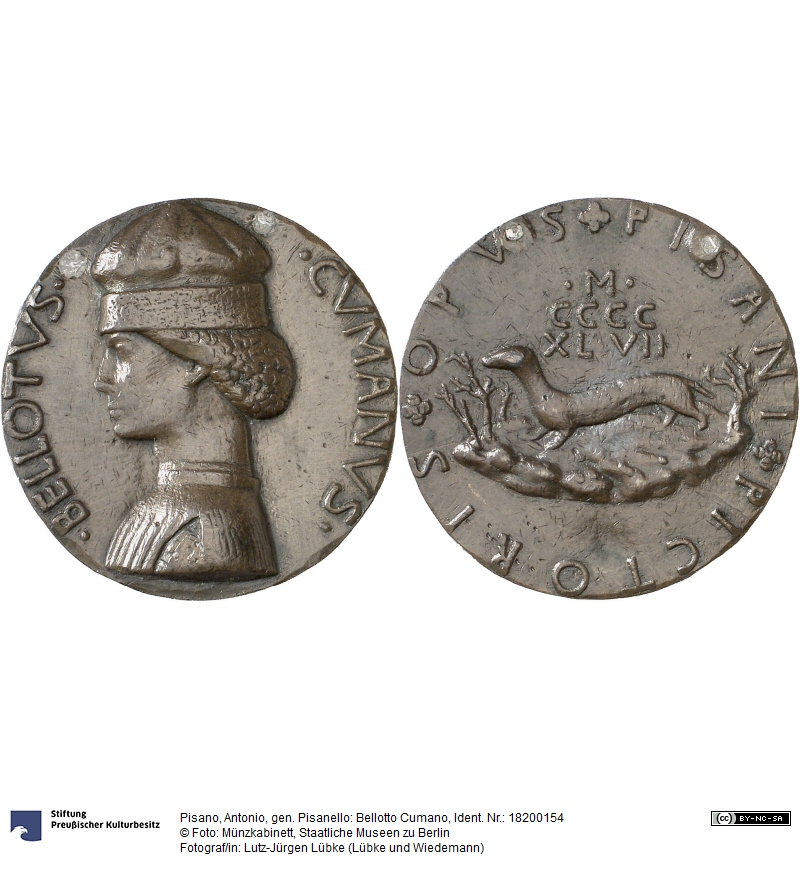

Medalia lui Belloto Cumano a fost realizată din bronz de către artistul italian Pisanello, în anul 1447 și are diametrul de 6 cm.

## Istoric
După ce a creat celebra medalie a lui Ioan al VIII-lea Paleologul (1438), restabilind tradiția așezării unor efigii ale unor persoane în viață, ca și pe monedele romane, Pisanello a fost foarte solicitat de către curțile italiene, creând vreo douăzeci de medalii.
Din 1446, Pisanello a trăit la Mantova, unde a devenit pictor al curții și a creat unele medalii pentru familia Gonzaga și pentru cei mai înalți demnitari ai curții. Belotto aparținea nobilei familii a conților Cumano.

## Descriere
Lucrarea a fost creată cu intenția clară de celebrare, în mod cinstit fără retorică gratuită, fiind capabilă să sublinieze autoritatea persoanei reprezentate, cu o utilizare restrânsă a elementelor decorative.
Pe aversul medaliei, artistul a gravat efigia lui Belloto Cumano, din profil, spre stânga, într-o îmbrăcăminte nobiliară, purtând o beretă arătoasă. Părul formează o calotă, căzând, în bucle, pe spate. Nu poartă perciuni, după moda timpului, cum îi vedem și pe Lionello d’Este sau pe Malatesta Pandolfo. De-a lungul marginii medaliei, se citește numele persoanei a cărei efigie este gravată:  BELLOTVS CVMANVS.
Pe reversul medaliei, se vede figura heraldică a unei hermeline / hermine din profil, spre stânga, pe un teren cu arbori uscați. Hermelina este un simbol al purității și incoruptibilității sufletului, existând credința că preferă să fie ucisă decât să-i fie murdărită blana. Deasupra herminei, se citește milesimul MCCCCXLVII (adică 1447); de-a lungul marginii medaliei, în sens orar, este gravată semnătura artistului, în limba latină, PISANI PICTORIS OPVS (în limba română, „Operă a pictorului Pisan[ell]o”).

## Galerie de imagini

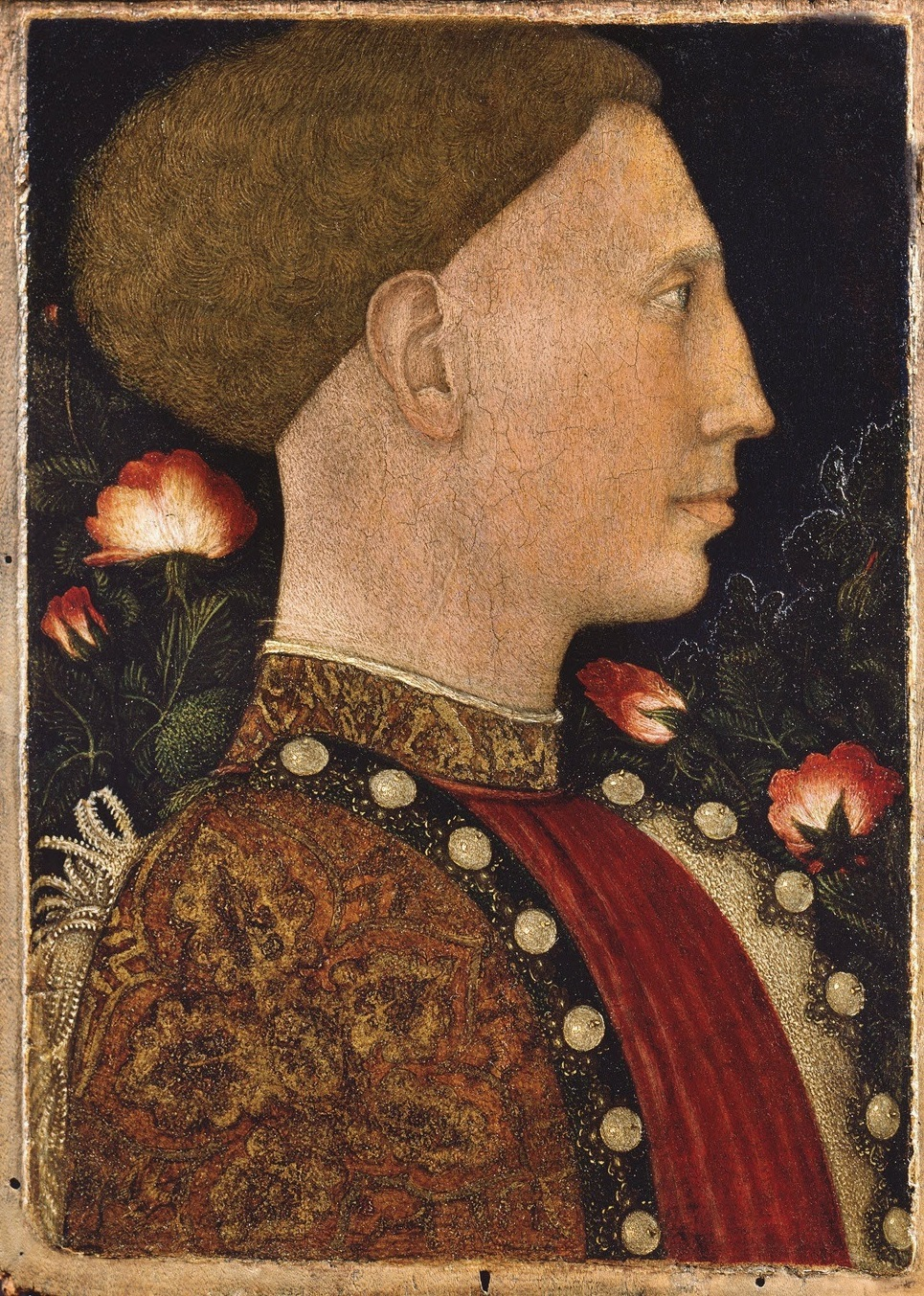
Portretul lui Lionello d'Este[1] de Pisanello (Galleria dell'Accademia Carrara, Bergamo, tempera pe lemn)
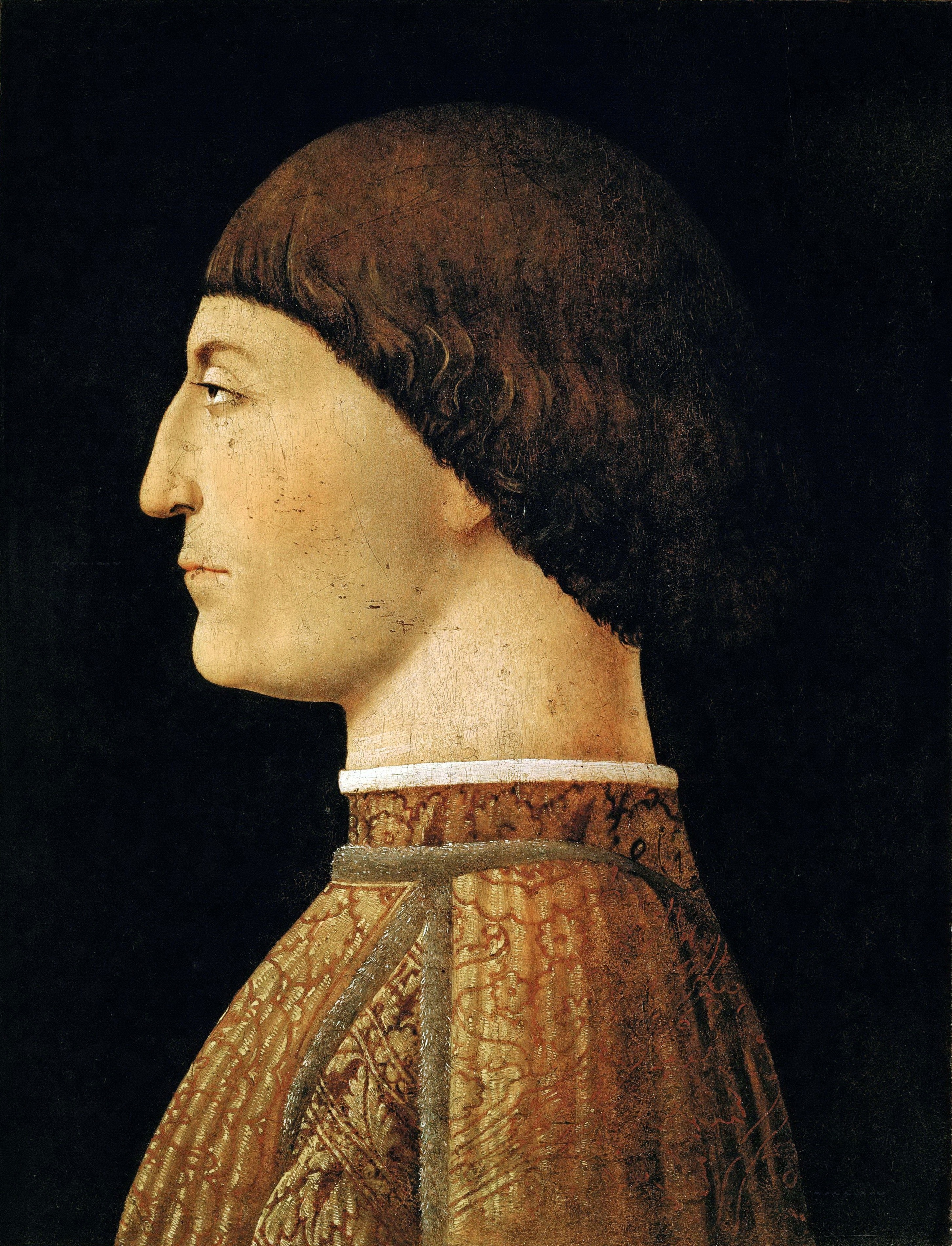
Piero della Francesca, Portretul lui Sigismondo Malatesta (Muzeul Louvre, Paris, tempera pe lemn)